# Бойерстаун

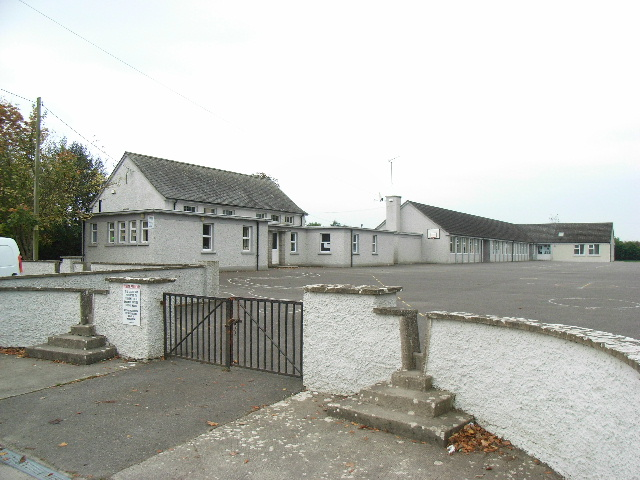
Школа

Бойерстаун (англ. Boyerstown; ирл. Baile Bháigh) — деревня в Ирландии, находится в графстве Мит (провинция Ленстер). Располагается в 5 километрах юго-западнее Ан-Уавь. Образовалась от католического прихода.